# Смитсоновский национальный зоологический парк
Смитсоновский национальный зоологический парк (англ. Smithsonian National Zoological Park) располагается на 66 гектарах (163 акрах) земли на территории Рок Крик парка (Rock Creek National Park) в Вашингтоне, Округ Колумбия. Поскольку Национальный зоологический парк является частью Смитсоновского института, вход в него, как и во все Смитсоновские музеи Вашингтона, бесплатный.

## Животные

Большая панда в Смитсоновском национальном зоологическом парке

В зоопарке содержится более 400 видов животных, наиболее популярными из которых являются панды, другие медведи, тигры, львы, жирафы и обезьяны. Кроме этого есть птицы, рыбы, рептилии, амфибии. Некоторые животные, которые содержатся в зоопарке, в природе находятся под угрозой уничтожения. У зоопарка большая территория, поэтому имеет смысл сначала взять карту и распланировать визит, рассчитывая на несколько часов пребывания.

## Адрес
Национальный зоологический парк располагается по адресу: 3001 Connecticut Ave., NW, Washington, DC 20008. Ближайшие станции метро: Woodley Park/ Zoo /Adams Morgan и Cleveland Park. Часы работы: летом — с 6 утра до 8 вечера, зимой — с 6 утра до 6 вечера. Парковка автомобилей стоит $4 за первый час, $12 за время до трех часов и $16, если ваш визит превысил три часа.